# Панкритио (стадион)
«Панкри́тио Ста́дио» (греч. Παγκρήτιο Στάδιο, «Панкритский стадион») — стадион в городе Ираклион, Крит.
Вместимость стадиона — 26240 мест. «Панкритио» был построен к летним Олимпийским играм 2004 года. 
На нём состоялись две игры группы С: Тунис - Австралия (11 августа, 1-1) и Сербия/Черногория - Австралия (14 августа, 1-5).
И три игры группы D: Коста Рика - Марокко (12 августа, 0-0), Марокко - Португалия (15 августа, 1-2) и Коста Рика - Португалия (18 августа, 4-2). И одна игра четвертьфинала: Ирак - Австралия (21 августа, 1-0).
После Олимпиады стадион стал домашней арены клуба «Эрготелис». Второй местный клуб ОФИ здесь проводит наиболее важные матчи, а обычно выступает на старом стадионе «Теодорос Вардинояннис».